# Soma (バンド)
Soma（ソーマ）は、日本のバンドである。2006年結成、2010年解散。

## 来歴
2006年
- 1月 神奈川県川崎市の音楽仲間にてスリーピースバンドとして結成。
- 8月 自主レーベルamos Recordsより1stミニアルバム『Sunny side breeze』をリリース。
- 9月 トランジットレーベルのカバーアルバム『Essence of life "love"』に参加。「浪漫飛行」（米米CLUB）のアコースティックアレンジが話題になる。

2007年
- 3月 ミニアルバム『ANOKHA FLAVOR』リリース。翌日に初のワンマンライブを下北沢440にて開催。
- 7月 全曲を手がけたカバーアルバム『Essence of life "smile"』リリース。テレビ・ラジオ等で多数取り上げられ、約15万枚のセールスを記録する。
- 11月 avex/five Dよりミニアルバム『Knock! Knock! knock!』をリリースし、メジャーデビュー。

2008年
- 4-5月 初の全国ツアーを行う。
- 8月 ミニアルバム『Cocoloco*hug』をリリース。

2009年
- 6月 ギターの井本が脱退。
- 9月 ボーカルのひよせがソロ活動開始。

2010年
- 10月 THE BLUE HEARTSのカバーアルバム『Essence of life ～THE BLUE HEARTS COVER～』をリリース。
- プロデューサーに高野寛を迎えて新規レコーディングを行うが、音源未完成のままバンド解散。

## メンバー
- ひよせ - ボーカル、鍵盤ハーモニカ、カズー 他
バンド解散後「こんのひよせ」名義でソロ歌手・シンガーソングライター、ボイストレーナーとして活動。
- 粂井宏昭 - ドラムス、パーカッション

### 元メンバー
- 井本光紀 - ギター (2009年6月脱退)

### サポートメンバー
- miwako - ピアノ、コーラス
- さかいゆう - ピアノ、コーラス
- イチゲ - ギター
- 黒須克彦 - ベース
- Ryuji - マンドリン

## ディスコグラフィー

### ミニアルバム
- Sunny side breeze
  1. Go for it!
  2. kirakira
  3. 氷の中から空が生まれる
  4. シブヤsoハレ
  5. 少年

- ANOKHA FLAVOR
  1. YEAH!
  2. 笑えればいいさ
  3. 春の歌
  4. clover
  5. HO RA NE
  6. My way

- Knock! Knock! Knock!（2007年11月14日、avex/five D）
  1. ハロー！
  2. SING A SONG
  3. ポラリス
  4. アシオト
  5. SUKI
  6. <gift track>浪漫飛行～another mix～（米米CLUBのカバー）

- Cocoloco*hug（2008年8月6日、avex/five D）
  1. niraikanai
  2. 昼下がりの歌
  3. 風まかせ
  4. little bird
  5. 君と雲と青い空（BS朝日「しあわせロハス」エンディングテーマ）
  6. キミノテ
  7. るららる

### カバーアルバム
- Essence of life "love"（2006年9月20日）オムニバス参加
浪漫飛行（米米CLUBのカバー）
遠く遠く（槇原敬之のカバー）

- Essence of life "smile"（2007年7月25日）
  1. ラブリー（小沢健二のカバー）
  2. 風をあつめて（はっぴいえんどのカバー）
  3. 晴れたらいいね（DREAMS COME TRUEのカバー）
  4. リンダリンダ（THE BLUE HEARTSのカバー）
  5. 星のラブレター（THE BOOMのカバー）
  6. バンザイ 〜好きでよかった〜（ウルフルズのカバー）
  7. 世界でいちばん頑張ってる君に（HARCOのカバー）
  8. 森花処女林（井上陽水のカバー）
  9. ばらの花（くるりのカバー）
  10. DOWN TOWN（EPOのカバー）
  11. 歩いて帰ろう（斉藤和義のカバー）

- Essence of life ～THE BLUE HEARTS Cover～（2010年10月6日）
  1. リンダリンダ
  2. TRAIN-TRAIN
  3. 人にやさしく
  4. 歩く花
  5. キスしてほしい
  6. 1000のバイオリン
  7. 君のため
  8. 少年の詩
  9. 終わらない歌
  10. 青空
  11. 情熱の薔薇